# Municipio de Delano (Pensilvania)
El municipio de Delano (en inglés: Delano Township) es un municipio ubicado en el condado de Schuylkill en el estado estadounidense de Pensilvania. En el año 2020 tenía una población de 408 habitantes y una densidad poblacional de 19,2 personas por km².

## Geografía
El municipio de Delano se encuentra ubicado en las coordenadas 40°50′00″N 76°03′59″O / 40.83333, -76.06639.

## Demografía
Según la Oficina del Censo en 2000 los ingresos medios por hogar en la localidad eran de $30,250 y los ingresos medios por familia eran $37,500. Los hombres tenían unos ingresos medios de $27,422 frente a los $17,353 para las mujeres. La renta per cápita para la localidad era de $14,851. Alrededor del 6,1% de la población estaban por debajo del umbral de pobreza.